# District de Suntō
Le district de Suntō (駿東郡, Suntō-gun) est un district de la préfecture de Shizuoka, au Japon.

## Géographie

### Démographie
Lors du recensement national de 2000, la population du district de Suntō était de 89 274 habitants répartis sur une superficie de 171 km2.

### Divisions administratives
Le district de Suntō est composé de trois bourgs : Nagaizumi, Oyama et Shimizu.